# Friedrich Karl zu Hohenlohe-Waldenburg-Schillingsfürst (1933-2017)
Friedrich Karl Josef Gero Michael Maria Aloisius Fürst zu Hohenlohe-Waldenburg-Schillingsfürst (Waldenburg, 19 januari 1933 − Schwäbisch Hall, 6 juni 2017) was sinds 24 oktober 1982 de 9e vorst en hoofd van de hoogadellijke en ebenbürtige tak Hohenlohe-Waldenburg-Schillingsfürst uit het Huis Hohenlohe. Als vorst en hoofd van het huis voerde hij het predicaat Doorluchtigheid.

## Biografie

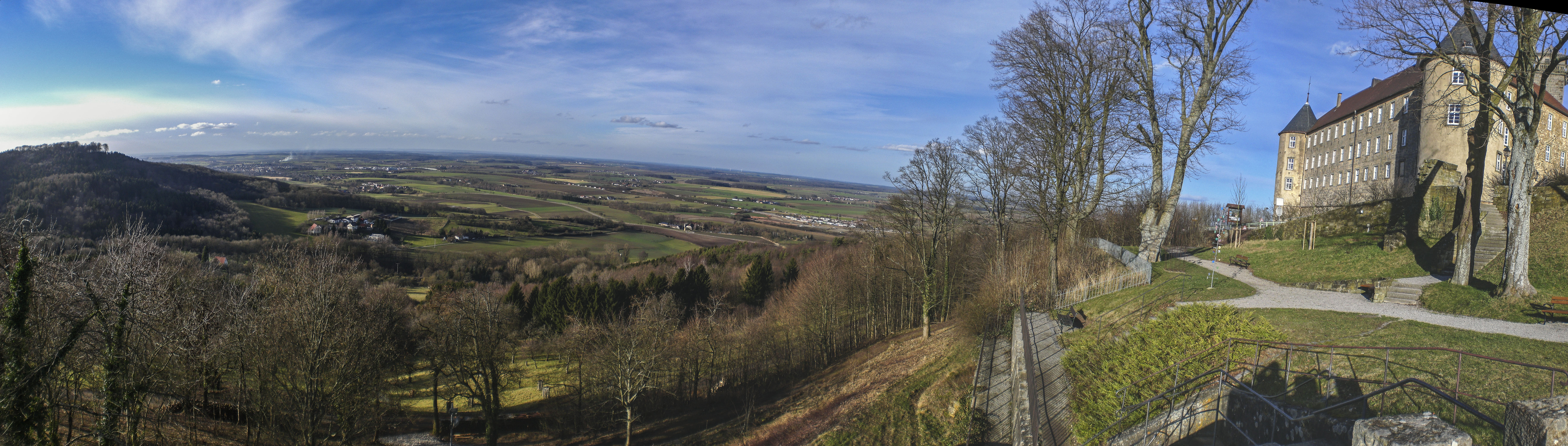
Schloss met uitzicht op het land van Hohenlohe

Hohenlohe werd geboren op Schloss Waldenburg (Hohenlohe), stamslot van deze tak, dat hij ook bewoonde. Hij was de zoon van Friedrich Fürst zu Hohenlohe-Waldenburg-Schillingsfürst (1908-1982), 8e vorst van Hohenlohe-Waldenburg-Schillingsfürst, en Mechtilde vorstin van Urach, gravin van Württemberg (1912-2001). Hij trouwde in 1966 met de publiciste Marie-Gabrielle von Rantzau (1942), telg uit het geslacht Von Ranzow en dochter van diplomaat Josias von Rantzau (1903-waarschijnlijk 1950) en Ludovica gräfin von Quadt zu Wyckradt und Isny (1910-1986), met wie hij geen kinderen kreeg. Zij bewoont anno 2018 het stamslot.
Na zijn overlijden volgde zijn neef en oomzegger Felix zu Hohenlohe-Waldenburg-Schillingsfürst (1963) hem in 2017 op als 10e vorst; hij is de oudste zoon van zijn broer Hubertus Prinz zu Hohenlohe-Waldenburg-Schillingsfürst (1935).